# Spring Grove (Pensilvania)
Spring Grove es un borough ubicado en el condado de York, Pensilvania, Estados Unidos. Según el censo de 2020, tiene una población de 2372 habitantes.

## Geografía
La localidad está ubicada en las coordenadas 39°52′51″N 76°51′50″O / 39.88083, -76.86389 (39.880852, -76.86401).

## Demografía
Según la Oficina del Censo, en 2000 los ingresos medios de los hogares de la localidad eran de $42,609 y los ingresos medios de las familias eran de $52,228. Los hombres tenían unos ingresos medios de $36,842 frente a los $25,714 que percibían las mujeres. Los ingresos per cápita de la localidad eran de $20,124. Alrededor del 5.8% de la población estaba por debajo del umbral de pobreza.
Según la estimación 2016-2020 de la Oficina del Censo, los ingresos medios de los hogares de la localidad son de $58,981 y los ingresos medios de las familias son de $72,679. Alrededor del 7.4% de la población está por debajo del umbral de pobreza.